# Camponotus vitreus
Camponotus vitreus är en myrart som först beskrevs av Smith 1860.  Camponotus vitreus ingår i släktet hästmyror, och familjen myror.

## Underarter
Arten delas in i följande underarter:
- C. v. angustulus
- C. v. carinatus
- C. v. latinotus
- C. v. oebalis
- C. v. praeluteus
- C. v. praerufus
- C. v. vitreus
- C. v. vittatulus